# Kyrnassiwka
Kyrnassiwka (ukrainisch Кирнасівка; russisch Кирнасовка Kirnassowka) ist eine Siedlung städtischen Typs in der ukrainischen Oblast Winnyzja mit etwa ≈5400 Einwohnern (2025).

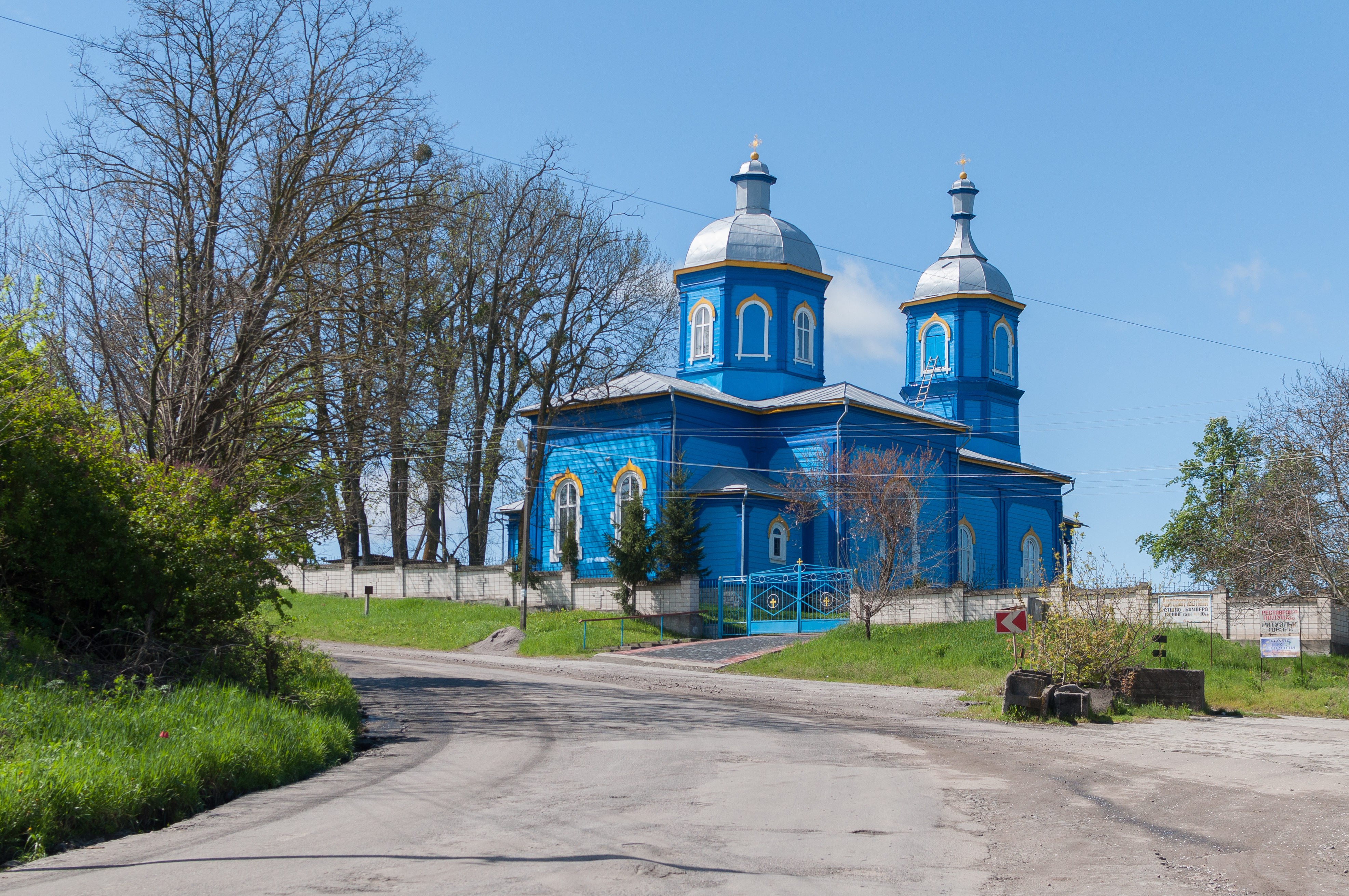
Kirche im Ort

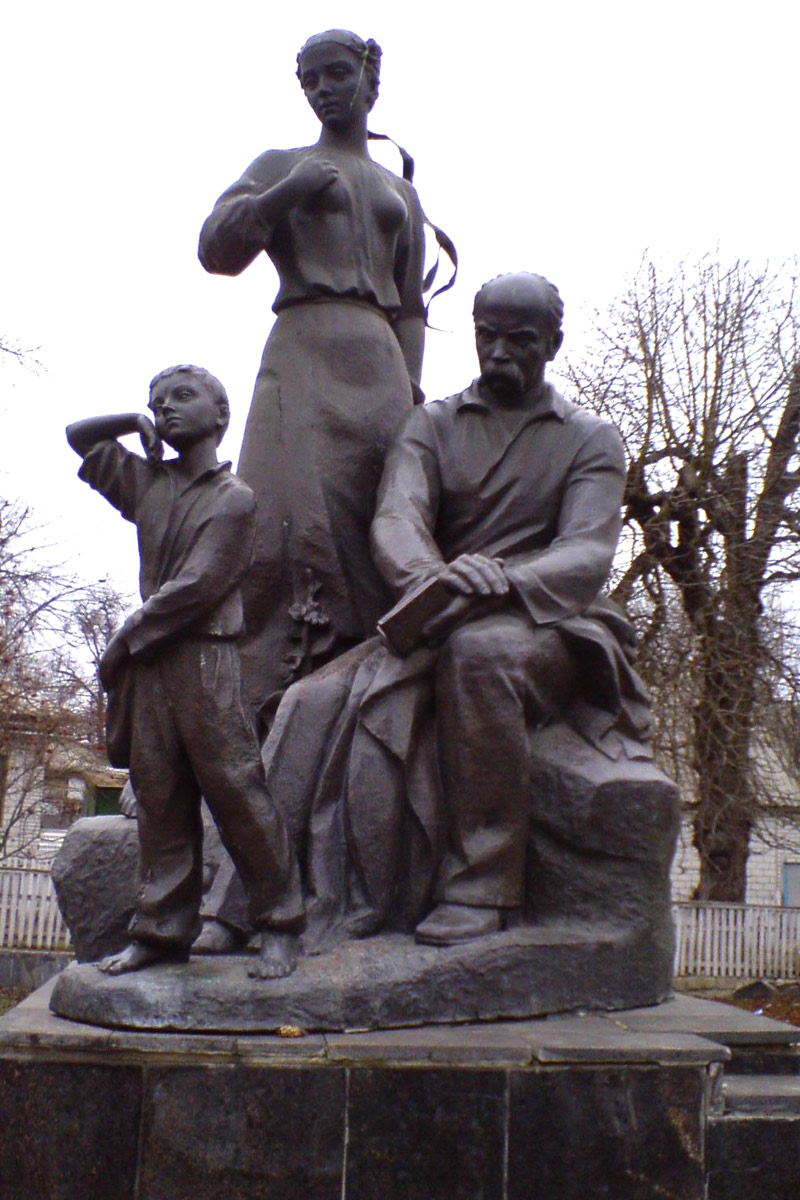
Taras-Schewtschenko-Denkmal in Kyrnassiwka

Die Anfang des 18. Jahrhunderts erstmals erwähnte Ortschaft besitzt seit 1971 den Status einer Siedlung städtischen Typs.
Kyrnassiwka liegt im Rajon Tultschyn am Ufer des Flusses Koserycha (Козериха) an der Territorialstraße T–02–22 14 km südöstlich vom Rajonzentrum Tultschyn und 95 km südöstlich vom Oblastzentrum Winnyzja.
Am 12. Juni 2020 wurde die Siedlung ein Teil der neugegründeten Stadtgemeinde Tultschyn, bis dahin bildete sie zusammen mit der Ansiedlung Markowe (Маркове) die gleichnamige Siedlungsratsgemeinde Kyrnassiwka (Кирнасівська селищна рада/Kyrnassiwska selyschtschna rada) im Süden des Rajons Tultschyn.